# Episodi di Biohacker (prima stagione)
La prima stagione della serie televisiva Biohacker, composta da 6 episodi, è stata interamente pubblicata sul servizio di streaming Netflix il 20 agosto 2020.
| nº | Titolo originale | Titolo italiano | Pubblicazione originale | Pubblicazione Italia |
| -- | ---------------- | --------------- | ----------------------- | -------------------- |
| 1  | Ankunft          | Arrivo          | 20 agosto 2020          | 20 agosto 2020       |
| 2  | Geheimnisse      | Segreti         | 20 agosto 2020          | 20 agosto 2020       |
| 3  | Verdacht         | Sospetto        | 20 agosto 2020          | 20 agosto 2020       |
| 4  | Gewissheit       | Certezza        | 20 agosto 2020          | 20 agosto 2020       |
| 5  | Verrat           | Tradimento      | 20 agosto 2020          | 20 agosto 2020       |
| 6  | Bestimmung       | Destino         | 20 agosto 2020          | 20 agosto 2020       |

## Arrivo
- Titolo originale: Ankunft
- Diretto da: Christian Ditter
- Scritto da: Christian Ditter

### Trama
Mia e Niklas che viaggiano insieme in treno. Diversi passeggeri si ammalano improvvisamente. Mia, una studentessa di medicina, cerca di aiutare. Si riprende due settimane prima, all'Università di Friburgo. Mia si trasferisce in un appartamento con molti altri studenti: Lotta, una ragazza carina a cui piace fare festa; Ole, un biohacker sciocco e Chen-Lu, una biologia molecolare. Mia incontra la famosa professoressa Lorenz in una lezione di medicina introduttiva. Lorenz proclama che la biologia sintetica è il futuro della medicina. Mia ha un flashback della sua infanzia, con suo fratello che viene portato d'urgenza al pronto soccorso. Sul sistema di amplificazione, sente "Dottoressa Lorenz al pronto soccorso per favore". Dopo la lezione, Mia insegue Jasper, l'assistente di Lorenz. Dopo alcuni appuntamenti, egli mostra a Mia il suo laboratorio personale, situato in una capanna nel bosco. Viene presentato un ex collega di Lorenz diventato giornalista, Andreas Winter. In un flash forward alla carrozza del treno, Mia dice a un medico in tuta che il suo nome è Emma.

## Segreti
- Titolo originale: Geheimnisse
- Diretto da: Christian Ditter

### Trama
Mia ha un flashback della sua infanzia. Aveva partecipato col fratello a uno degli studi di Lorenz e il ragazzo era morto. Mia convince Lorenz ad assumerla come assistente in studi clinici sull'uomo. In un altro flashback, Mia vede l'incidente d'auto che ha ucciso i suoi genitori e ricorda che Lorenz era presente sulla scena. A scuola, mentre prendeva i tamponi dagli studenti, Mia ricorda che Lorenz prendeva i tamponi da lei e da suo fratello. Mia cambia il suo campione per nascondere la sua identità a Lorenz. La professoressa consegna a Mia una chiave magnetica per il laboratorio. Mia inizia una relazione con Jasper.

## Sospetto
- Titolo originale: Verdacht
- Diretto da: Christian Ditter

### Trama
Al laboratorio, Mia scopre che le cartelle cliniche di suo fratello sono archiviate a casa di Lorenz. Ci va con Jasper e scopre informazioni sul progetto "Homo Deus" in cui è morto suo fratello. Trova, inoltre, un laboratorio segreto nel seminterrato che ospita un vivaio pieno di zanzare dagli occhi rossi create da Jasper. Poco dopo egli si ammala improvvisamente di un attacco legato alla malattia di Huntington. Mia chiama Chen-Lu, che arriva e salva Jasper. In un flash forward, Jasper è sul treno che trasporta anche Mia e Niklas, e libera le zanzare da un barattolo.

## Certezza
- Titolo originale: Gewissheit
- Diretto da: Christian Ditter

### Trama
Mia è costretta a spiegare a Niklas, il coinquilino di Jasper, cosa ha scoperto della sua infanzia e del coinvolgimento della Lorenz. I due si recano a Basilea, in Svizzera, per parlare con un tecnico che ha redatto la ricerca di Lorenz. Una volta scoperta la verità Mia decide di voler rovinare la professoressa. Jasper si rende conto che Mia non è chi dice di essere e preleva da un elastico per capelli il suo DNA per analizzarlo.

## Tradimento
- Titolo originale: Verrat
- Diretto da: Christian Ditter

### Trama
Mia affronta Lorenz e rivela di essere Emma Engels. L'incredula professoressa esegue un test del DNA ed è entusiasta di scoprire che il suo progetto Homo Deus non è stato un completo fallimento. Scopre che le modifiche genetiche che aveva eseguito sulla ragazza le hanno dato un sistema immunitario eccezionale, dimostrando una nuova terapia genetica rivoluzionaria. Mia è determinata a smascherare Lorenz per aver svolto ricerche non etiche e aver causato la morte di suo fratello. Più tardi, prende un treno per Berlino con Niklas, inviando un messaggio a un misterioso destinatario. Nessuno dei due nota Jasper seduto lì vicino che apre il barattolo di zanzare modificato.

## Destino
- Titolo originale: Bestimmung
- Diretto da: Christian Ditter

### Trama
Mia si sveglia sul treno dopo che le zanzare geneticamente modificate hanno infettato tutti con un virus. Sospettata di essere l'autore, viene bloccata nel treno, ma riesce a fuggire e organizza un incontro con i suoi compagni di stanza nel laboratorio di Jasper. I quattro creano gli anticorpi contro il virus e Mia lo porta in ospedale per curare le vittime. L'anticorpo sembra non funzionare perché il virus è stato modificato perché la Lorenz vuole ricreare Homo Deus. Raccogliendo tutti i dati che ha recuperato in merito alla ricerca della Lorenz, Mia incontra il suo contatto anonimo, che si rivela essere Andreas Winter. Viene rapita e gettata in un furgone al cui interno è presente, legata, anche la professoressa Lorenz.